# Mariko
Mari Liisa Pajalahti, född 15 mars 1979 i Varkaus och mer känd under artistnamnet Mariko, är en finländsk sångerska. Hon är känd som en av de två huvudsångarna i hiphopgruppen Kwan. 2008 gav hon ut debutsoloalbumet Fabulous Tonight med singeln "Time Has Come". Albumet producerades av The Rasmus-gitarristen Pauli Rantasalmi som också är ägare till Kwan och Marikos skivbolag Dynasty Helsinki.
Åren 1999 till 2000 innehade hon en roll i den finska såpoperan Salatut elämät. Under 2007 medverkade hon i finska Let's Dance tillsammans med Aleksi Seppänen. Samma år var hon även gästdomare i Idols Finland.

## Diskografi

### Som soloartist
Album
- 2008 – Fabulous Tonight

Singlar
- 2008 – "Unstoppable"
- 2008 – "Time Has Come"
- 2008 – "Still Baby"

### Album med Kwan
- 2001 – Dynasty
- 2002 – The Die Is Cast
- 2004 – Love Beyond This World
- 2006 – Little Notes